# Linyphia triumphalis
Linyphia triumphalis är en spindelart som beskrevs av Denis 1952. Linyphia triumphalis ingår i släktet Linyphia och familjen täckvävarspindlar.
Artens utbredningsområde är Rumänien. Inga underarter finns listade i Catalogue of Life.